# Аннонвиль-Сюземон
Аннонви́ль-Сюземо́н (фр. Hannonville-Suzémont) — коммуна во французском департаменте Мёрт и Мозель, региона Лотарингия. Относится к  кантону Конфлан-ан-Жарнизи.	

## География
Аннонвиль-Сюземон расположен в 26 км к западу от Меца и в 55 км к северо-западу от Нанси. Стоит на реке Ирон. Соседние коммуны: Виль-сюр-Ирон на северо-востоке, Марс-ла-Тур на востоке, Спонвиль на юге, Лабёвиль на западе, Бренвиль на северо-западе.

## История
Коммуна впервые упоминается как Анновиль-о-Пассаж в 1346 году. 

## Демография
Население коммуны на 2010 год составляло 289 человек.
| 1962 | 1968 | 1975 | 1982 | 1990 | 1999 | 2010 |
| ---- | ---- | ---- | ---- | ---- | ---- | ---- |
| 230  | 189  | 183  | 198  | 226  | 241  | 289  |